# Henry B. Anthony
Henry Bowen Anthony, född 1 april 1815 i Coventry i Rhode Island, död 2 september 1884 i Providence i Rhode Island, var en amerikansk politiker. Han var guvernör i delstaten Rhode Island 1849–1851. Han representerade Rhode Island i USA:s senat från 1859 fram till sin död.
Anthony utexaminerades 1833 från Brown University. Han var verksam som publicist i Providence och han gick med i whigpartiet. Han skrev antikatolska ledare som resulterade i det ökade hatet mot personer med katolsk tro i delstaten. De som träffades speciellt hårt var de av Rhode Islands invånare som var av irländsk eller fransk-kanadensisk härkomst. Han efterträdde 1849 Elisha Harris som guvernör. Han efterträddes 1851 av Philip Allen. Anthony bytte sedan parti till republikanerna. Han efterträdde 1859 Allen som senator för Rhode Island. Anthony var en stark anhängare av Abraham Lincoln. Han var tillförordnad talman i senaten (president pro tempore of the United States Senate) 1869-1873 och på nytt från januari till februari 1875. Han avled 1884 i ämbetet och efterträddes som senator av William Paine Sheffield.
Anthony var kväkare. Hans grav finns på Swan Point Cemetery i Providence.